# موجودات جادویی در هری پاتر
موجودات جادویی در هری پاتر (انگلیسی: Magical creatures in Harry Potter) 

## جن خانگی
جن خانگی (به انگلیسی: House-elf) یا داماووی(DAMAVOI) یکی از جانوران دنیای جادویی در داستان‌های انگلیسی‌زبان است.
این جانور برای جادوگران ثروتمند کار می‌کند و تنها زمانی آزاد می‌شود که اربابش به او لباس هدیه کند.این جانور گوش نوک تیز و قد کوتاهی دارد.
از جنهای خانگی درون کتب هری پاتر می‌توان دابی، کریچر و وینکی را نام برد.آنها قدرتی جادویی دارند و می توانند بدون استفاده از چوب جادو جادو کنند و با سرعت از جایی به جای دیگر منتقل شوند .

## وینکی
وینکی نام جن خانگی خانواده کراوچ در سری داستان‌های هری پاتر است.اولین حضور این شخصیت در کتاب هری پاتر و جام آتش است.در همین کتاب آقای بارتی کراوچ این جن را اخراج می‌کند.چون آقای کراوچ فکر می‌کرد که وینکی در جام جهانی کوییدیچ علامت شوم را به آسمان فرستاده است که البته وینکی این کار را نکرده بود.وینکی پس از اخراج شدن به همراه دابی در آشپزخانه هاگوارتز مشغول به کار می‌شوند که البته وینکی از این که اخراج شده و برای کاری که در هاگوارتز انجام می‌دهد پول می‌گیرد اصلا خوشحال نیست.

## هدویگ
هدویگ (به انگلیسی: Hedwig) یکی از شخصیت‌های مجموعهٔ هری پاتر نوشتهٔ جی کی رولینگ است.
هدویگ، جغد برفی هری پاتر، همراه همیشگی اوست. زیرا تنها موجود دنیای جادویی است، که در خانهٔ خاله‌اش و دنیای مشنگی همیشه همراه وی بوده‌است.
سرانجام هدویگ پس از ۷ سال همراهی با هری پاتر، در ماجرای هفت پاتر توسط مرگخواران کشته شد.

## خرچال
خَرچال (به انگلیسی: Pigwidgeon) جغدی است که سیریوس بلک به رون ویزلی هدیه کرد.
واژهٔ فارسی خرچال که در این معنی برای آن جغد استفاده شده در اصل به معنای مرغابی بزرگ و هوبره است.
منبعدهخدا، سرواژهٔ خرچال

## روح‌ها
روح‌ها در مجموعهٔ هری پاتر، افرادی هستند که در لحظهٔ مرگ تصمیم می‌گیرند، پس از مرگشان در همانجایی که مرده اند، به عنوان روح زندگی کنند.
روح اسلایترین: بارون خون آلود(قاتل هلنا ریونکلا که به نشانه ی عذاب وجدان، زنجیرهایی به خود بسته است)که حتی دراکو مالفوی هم از حضور او نا خشنود است.
روح گریفیندور: سر نیکلاس سر بریده (که سر او با تکه پوستی نازک به بدنش وصل است)که با کمال خوشرویی دانش آموزان تازه وارد را راهنمایی می‌کند.
روح هافلپاف: راهب چاق و خوش حال
روح ریونکلا: بانوی خاکستری (هلنا ریونکلا) که در کتاب یادگاران مرگ کمک شایانی به هری در پیدا کردن تاج ریونکلا می‌کند.
روح مزاحم مدرسهٔ هاگوارتز: بدعنق(خرابکار)
مارتل نالان، هم روحی ست که در توالت دخترانهٔ سابق مدرسه زندگی می‌کند و بر اثر باز شدن حفره اسرار مرده است.

### شکل ظاهری
روح‌ها شکلی همانند انسان داشته ولی کمرنگ ترند و به رنگ آبی ملایم دیده می‌شوند. آنها نمی‌توانند جسمی را بردارند یا حرکت دهند(به غیر از بد عنق). اگر شیئی را به سمت یک روح پرتاب کنیم، از میان وی رد خواهد شد.رد شدن روح‌ها ازبدن انسان احساسی ناخوشایند به همراه دارد، به گونه‌ای که گویی ناگهان داخل وانی پر از آب سرد شده اید.آن‌ها نمی توانند مزه غذا هارا حس کنند بنابراین خوراکی هارا به صورت کپک زده در می‌آورند و از درون آن رد می‌شوند تا کمی مزه آن را بفهمند.